# Polychytrium aggregatum
Polychytrium aggregatum är en svampart som beskrevs av Ajello 1942. Polychytrium aggregatum ingår i släktet Polychytrium och familjen Cladochytriaceae.   Inga underarter finns listade i Catalogue of Life.